# Liliom (pel·lícula de 1934)
Liliom és una pel·lícula de fantasia francesa del 1934 dirigida per Fritz Lang basada en l'obra teatral hongaresa del mateix títol de Ferenc Molnár de 1909. La pel·lícula és protagonitzada per Charles Boyer com a Liliom, un pregoner de carrusel que és acomiadat del seu treball després de defensar la cambrera Julie (Madeleine Ozeray) de la gelosia de la senyora Muscat, la propietària del carrusel que està enamorada de Liliom. S'instal·la amb la Julie i comencen una aventura. Quan Liliom descobreix que està a punt de convertir-se en pare, descobreix que necessita diners i participa en un robatori que surt malament. En lloc de deixar-se arrestar, Liliom es mata i la seva ànima és transportada a una sala d'espera del cel. Un comissari celestial determina que Liliom no serà admès al cel, només al purgatori, fins que torni a la Terra per fer una bona acció.
Liliom va ser una de les dues primeres produccions franceses del productor Erich Pommer per a Fox-Europe i l'única pel·lícula francesa del director Fritz Lang. A l'estrena de la pel·lícula va ser protestada pel clergat catòlic francès i, en general, no va ser ben rebuda pels crítics de cinema o el dramaturg francès Ferenc Molnár. Malgrat la recepció, la Liliom de 1934 va ser una de les seves pel·lícules preferides de Lang.

## Trama
Liliom Zadowski és una pregoner al carrusel de Madame Muscat. Un pregoner rival anomenat Hollinger intenta posar a Liliom en problemes dient-li a la gelosa Mme Muscat, que té una aventura amb Liliom, que Liliom coqueteja amb els seus clients darrere d'ella. Quan la Sra. Muscat insulta les clients femenines de la Liliom, Julie i Marie, Liliom surt en la seva defensa, cosa que fa que la Sra. Muscat acomiadi Liliom. Liliom té una cita amb Julie i Marie i deixa el carrusel. Quan es troba amb les noies més tard, Liliom els diu que només té la intenció de treure'n una, la qual cosa fa que la Liliom vagi només amb la Julie. Julie està enamorada de Liliom i es traslladen junts a un tràiler deteriorat. La Julie treballa en un estudi fotogràfic mentre Liliom menja, beu i s'enfronta a discussions violentes amb Julie.
La senyora Muscat més tard intenta tornar Liliom al carrusel oferint-li un augment substancial. Liliom ho considera però nega l'oferta i veu que Julie està esperant un fill. L'amic criminal de Liliom, l'Alfred, suggereix que els dos robin al dependent de nòmines local i insisteix que Liliom porti un ganivet, com també farà l'Alfred. Desesperar per trobar diners per al nen, Liliom accepta. L'intent de robatori es frustra i Liliom es veu acorralat per la policia. En lloc de ser arrestat, Liliom s'apunyala amb el ganivet de cuina que va portar amb ell per cometre el robatori. Un Liliom inconscient és portat a casa en una llitera. A prop de la mort, es penedeix i li diu a Julie que ha d'enfrontar-se al judici de Déu. Aleshores mor.
L'ànima de Liliom surt del seu cos quan rep la visita de dos agents uniformats que s'identifiquen com la policia de Déu. Porten Liliom al cel on el porten a una zona per suïcidis. Allà, Liliom és interrogat per un comissari que sembla exactament un comissari de policia que Lilom va informar una vegada en vida. Quan Liliom es nega a explicar al secretari per què va colpejar la Julie, primer se li mostra una pel·lícula muda d'una de les seves discussions amb ella, i després una altra vegada amb una banda sonora dels seus pensaments. S'adona que va pegar a la Julie perquè s'odiava molt a si mateix per la seva crueltat i egoisme. El comissari condemna Liliom a setze anys al purgatori, perquè quedi netejat del seu orgull i violència. Després, se li permetrà tornar un dia a la Terra per visitar el seu fill, i el seu comportament aquell dia determinarà on passarà l'eternitat.
Passen setze anys i a Liliom se li permet visitar la seva filla, que es diu Louise a l'obra, però el nom de la qual no s'esmenta en aquesta versió cinematogràfica. Un dels àngels li recorda a Liliom que li porti alguna cosa bonica a la seva filla, i Liliom roba subreptíciament una estrella en el seu camí cap a la Terra. Liliom s'acosta a la Louise i li diu que ell va conèixer el seu pare fa molts anys i que era un brut violent. Això fa fàstic a la Louise, que llança el regal d'una estrella de Liliom al canal. Liliom segueix la Louise, que plora a casa, on ella demana estar sola. Liliom es colpeja la mà per frustració abans de desaparèixer.
Quan Liliom torna al cel, els àngels observen com la balança de la justícia s'inclina cap al costat del diable, i el diable comença a inscriure el nom de Liliom a la seva tauleta. Al cel, el comissari està furiós amb Liliom per haver trencat el cor d'un nen, i Liliom respon que només es pot estimar tal com és. Just aleshores, l'àngel mecanògraf assenyala emocionat una escena que passa a la Terra. Aleshores es veu a la Louise dient a la seva mare que la bufetada de Liliom se sentia com un petó, i li pregunta si és possible rebre una bufetada que no faci gens de mal. Julie diu que sí i les dues s'abracen amb llàgrimes als ulls. És l'amor de Liliom per la seva filla el que miraculosament ha fet que la bufetada se senti exactament com un petó. La balança de la justícia s'inclina cap al costat celestial i el nom de Liliom és lentament esborrat de la tableta del diable.

## Repartiment
- Madeleine Ozeray com Julie/la seva filla amb Liliom
- Charles Boyer com a Liliom
- Pierre Alcover com a Alfred
- Roland Toutain com a mariner
- Robert Arnoux com a forçut
- Alexandre Rignault com a Hollinger
- Raoul Marco com a detectiu
- Antonin Artaud com a llançador de ganivets
- Maximilienne com Madame Menoux
- Florelle com a Madame Moscat

## Producció
Després de ser acomiadat per Universum Film AG (UFA), el productor Erich Pommer es va traslladar a França l'abril de 1933 on va fundar l'estudi de cinema Fox-Europa amb seu als Studios de Joinville de París. L'estudi de Pommer va començar a treballar en les seves dues primeres pel·lícules: la pel·lícula de detectius On a volé un Homme i una adaptació de Liliom de Ferenc Molnár. Pommer tenia dos directors amb els quals treballar: Max Ophüls i Fritz Lang. Pommer va donar la història de Liliom a Lang, que després Ophüls va considerar que era un error, afirmant que "Lang hauria fet una pel·lícula detectivesca notable, i pel que fa a mi, probablement hauria aconseguit fer una bona comèdia romàntica." El guió de Liliom va ser escrit per Robert Liebmann. Liebmann va ser acomiadat de l'Universum Film AG, el seu antic estudi a Alemanya després que van purgar l'empresa de tot el personal jueu. Liebmann va fugir a França on va treballar en l'adaptació del guió de Liliom.
La producció de Liliom va començar a finals de 1933. Lang no parlava completament francès i va ser ajudat per Gilbert Mandelik per aprendre traduccions de cinema al francès per ajudar a la producció de la pel·lícula. El repartiment francès incloïa Charles Boyer, que va treballar amb Pommer en diverses versions en francès de pel·lícules alemanyes. Madeleine Ozeray, que va formar part de la companyia teatral de Boyer, va interpretar Julie. L'equip tècnic de Liliom incloïa el director de fotografia Rudolph Maté que va treballar amb Pommer com a fotògraf de segona unitat a Berlín.
Durant la producció, Lang es va dedicar amb zel al projecte, anotant el guió amb les seves pròpies notes i ignorant els consells dels altres. El guionista Bernard Zimmer va suggerir escenes que es van filmar, però que després van ser tallades durant la postproducció per Lang. Després que la producció acabés a principis de 1934, Lang va passar 48 hores sense dormir per acabar d'editar Liliom abans que la pel·lícula es mostrés als productors.

## Estrena
Liliom es va estrenar a França el 27 d'abril de 1934. El clergat catòlic francès va protestar contra Liliom a la seva estrena inicial perquè la concepció de Lang del cel era massa contrària a la percepció de l'església. El dramaturg original, Ferenc Molnár, va denunciar la pel·lícula perquè no va rebre crèdit al cartell. Liliom no va ser un èxit comercial i no va rebre un gran llançament als Estats Units. Es va mostrar a Nova York el 1935.

### Recepció
Liliom va rebre una recepció generalment negativa en el seu llançament inicial. Jean Faynard de Candide va descriure la pel·lícula com "falsa, rígida i mal situada". A Action Française, François Vinneuil va escriure "el resultat és un espectacle heterogeni... aquesta col·laboració franco-jueva-hongaresa no crea una atmosfera respirable". Jean Vidal de Pour Vous va escriure que "Un ritme massa lent fa malbé el moviment de la pel·lícula". Una ressenya a Le Journal va criticar els efectes visuals de la pel·lícula, ja que sentia que l'èmfasi en ells restava a la resta d'elements de la pel·lícula. Malgrat la recepció de la pel·lícula, Liliom va ser un dels esforços de direcció preferits de Lang. L'any 1974, Lang va declarar que "Liliom, sempre m'ha agradat molt... Avui gairebé m'agrada Liliom més que les altres".

### Mitjans dompestics
Liliom fou llançada en DVD Regió 1 per Kino International el 30 de març de 2004. El 2006, Liliom fou inclosa en al DVD de l'edició del 50è aniversari de Carousel'.